# فيليب بروكس ماهر
فيليب بروكس ماهر (بالإنجليزية: Phillip Brooks Maher)‏ هو مهندس معماري أمريكي، ولد في 1894، وتوفي في 1981.